# Treffry Viaduct

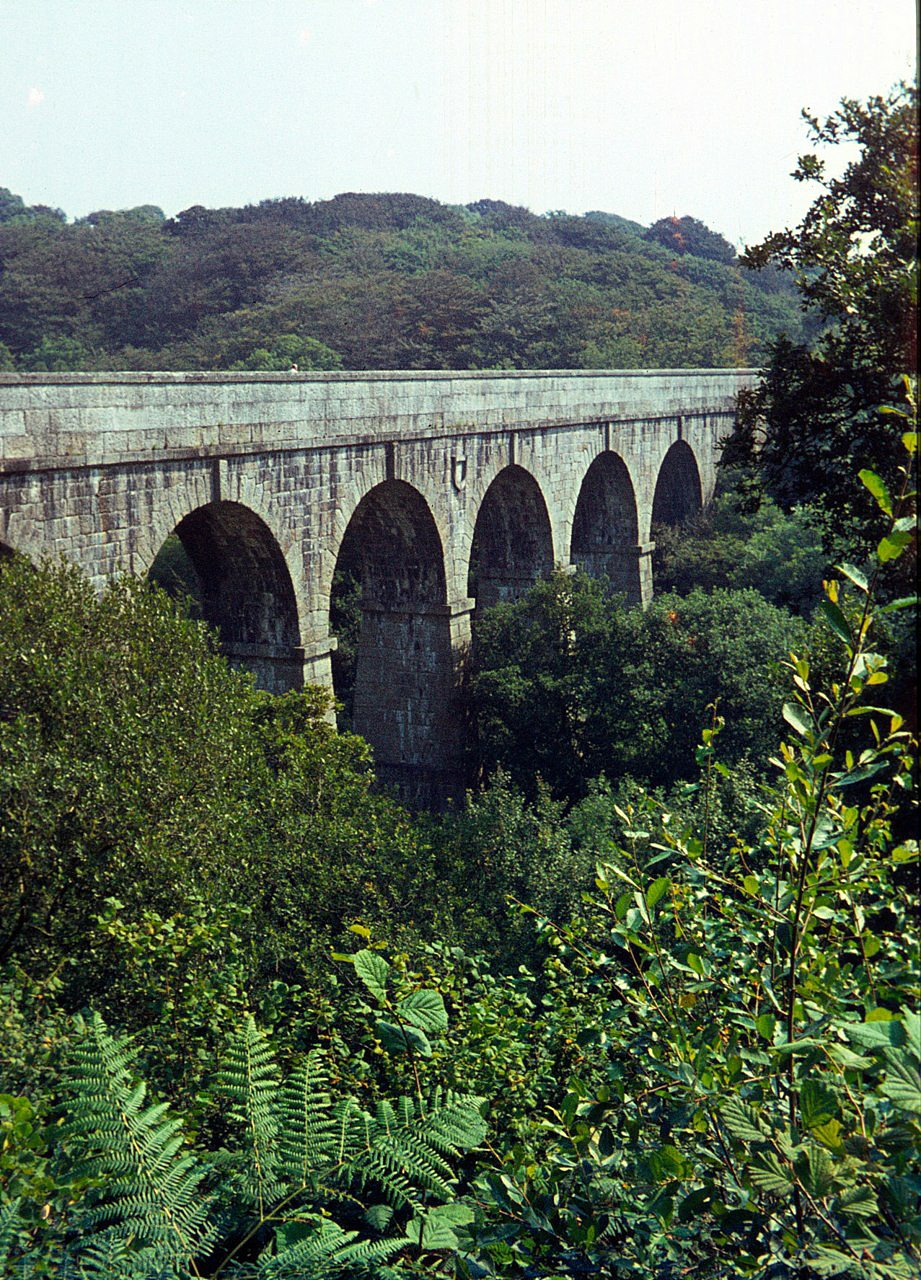
Treffry-Viadukt, 1964

Das Treffry  Viaduct ist ein historisches Brückenbauwerk im Luxulyan Valley, Cornwall, England.

## Geschichte
Joseph Treffry erkannte die strategische Bedeutung des Luxulyan Valleys als Verbindung zwischen der Südküste Cornwalls und den Bergbaugebieten im Landesinnern. Er ließ einen Hafen in Par errichten (fertiggestellt 1829) und plante ein umfassendes Transportnetzwerk, das Kanäle und Schienenwege umfasste. Für dieses Netz wurde zwischen 1839 und 1842 von Joseph Treffry das Treffry Viaduct errichtet, das sowohl als Aquädukt als auch als Eisenbahnviadukt diente. Mit einer Länge von 204 m und einer Höhe von 27 m war es eines der fortschrittlichsten Ingenieurprojekte seiner Zeit.

Das Viadukt wurde aus Granit aus den nahegelegenen Carbeans- und Colcerrow-Steinbrüchen gebaut. Es trug sowohl eine Strecke der Treffry Tramways als auch eine Wasserleitung (Leat), die Wasser zu den Bergwerken transportierte.

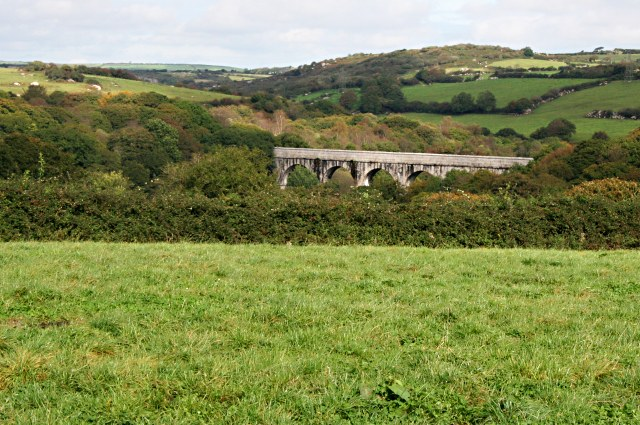
Südansicht

Nach dem Niedergang der Bergbauindustrie verlor es an Bedeutung. Die letzten Schienen wurden 1940 entfernt und das Bauwerk verfiel zunehmend. Heute steht es unter Denkmalschutz und ist Teil des Cornwall and West Devon Mining Landscape, das als UNESCO-Weltkulturerbe anerkannt ist.
Das Viadukt steht auf dem Heritage at Risk Register, da die Wasserleitung undicht ist und aufwendige Reparaturen erfordert. Der Cornwall Heritage Trust arbeitet mit Historic England zusammen, um das Bauwerk zu erhalten und langfristig zu restaurieren.